# Lampadioteuthis
Lampadioteuthis is een geslacht van inktvissen uit de familie van de Lycoteuthidae.

## Soorten
- Lampadioteuthis megaleia Berry, 1916

### Synoniemen
- Lampadioteuthis megaleius Berry, 1916 => Lampadioteuthis megaleia Berry, 1916